# Expiation illimitée
L'expiation illimitée (parfois appelée expiation générale ou expiation universelle) est une doctrine du christianisme protestant qui est couramment associée à l'amyraldisme ainsi qu'à l'arminianisme parmi d'autres traditions non-calvinistes. Cette doctrine déclare que Jésus est mort comme propitiation pour toute l'humanité sans exception. Il s'agit d'une doctrine contraire à la doctrine calviniste de l'expiation limitée. 
La question de l'étendue de l'expiation est une problématique doctrinale qui divise les chrétiens. La question est typiquement la suivante : « Christ a-t-il porté les péchés des élus seuls sur la croix, ou sa mort a-t-elle expié les péchés de tous les êtres humains? » Ceux qui soutiennent l'expiation illimitée, s'appuient essentiellement sur des passages bibliques comme : Jean 3:16; 1 Timothée 2:6, 4:10; Hébreux 2:9; 1 Jean 2:2. 

## Contexte historique
En réponse des Cinq articles des remontrants, le Synode de Dordrecht a publié les Canons de Dordrecht qui incluaient l'expiation limitée. 
Le fondateur du méthodisme, John Wesley fut l'un des défenseurs des plus actifs et ardents de l'expiation illimitée. George Whitefield s'est opposé à cette vue. Le représentant du calvinisme systématique, Jean Calvin, semble avoir exprimé une position en faveur de l’expiation illimitée dans plusieurs passages de ses commentaires publiés.

## Doctrine
Les termes illimitée, universelle et générale sont un peu impropres et ont été adoptés principalement pour distinguer cette doctrine de la conception calviniste de l’expiation limitée. Plus précisément, l'appel de l'Évangile est universel et il n'y a pas de limite à qui peut croire par la foi, mais le paiement légal est toujours considéré comme limité à ceux qui répondent par la foi en Jésus. Ainsi, ce n'est pas la même chose que la doctrine du salut universel, selon laquelle toutes les âmes seront finalement réconciliées avec Dieu, indépendamment de la foi. 
Les déclarations suivantes concernant ce que cette doctrine énonce et ce qu’elle n'énonce pas sont sujettes à un examen minutieux sur lequel de nombreux théologiens distingués de part et d'autre de cette question sont en désaccord. 
Ce que la doctrine soutient
- Le but de l'expiation est universel : Jésus est mort au nom de tous, pas seulement des élus.
- L'expiation constitue un moyen pour tous de répondre à l'appel de l'Évangile : Une partie de l'effet de l'expiation est le rétablissement de la capacité de répondre à l'appel du salut de Dieu (voir grâce prévenante).
- Le salut est disponible pour tous : La doctrine de l'expiation illimitée rejette le déterminisme associé au calvinisme et stipule que tout être humain a la possibilité d'accepter Jésus par la foi[3].
- L'expiation paie légalement pour les péchés de ceux qui croient en Jésus : Seuls ceux qui croient en Jésus sont pardonnés et seuls les péchés des croyants sont payés.

Ce que la doctrine ne soutient pas
- Jésus paya la peine de ceux qui nient avoir foi en lui, et sa mort fut une expiation substitutive pour ceux qui le nient : Bien que le terme expiation illimitée puisse facilement laisser supposer à tort que le paiement de Jésus englobe tout le monde, l'expiation illimitée maintient une limite quant à l'effet juridique. La mort de Jésus est en effet une offre d'expiation substitutive pour tous, mais cette offre est résistible. Bien que le salut soit offert à tous, tous ne seront pas sauvés[3].

L'amyraldisme, communément appelé « calvinisme en quatre points » évoque une expiation illimitée qui est très similaire mais qui ne correspond pas à la compréhension arminienne traditionnelle. L'amyraldisme enseigne que Dieu a offert l'expiation de Christ pour tous, mais voyant que personne ne peut croire par lui-même, il choisit ensuite ceux qu’il amènera à la foi en Christ. Ceci préserve ainsi la doctrine calviniste de l’élection inconditionnelle des individus. 
L'expiation illimitée a un certain nombre de points importants en commun avec la formulation traditionnelle de l'expiation limitée. Les deux positions affirment que : 
- L'appel du salut peut véritablement être universel.
- Jésus paya effectivement la peine seulement de ceux qui ont foi en lui.
- La mort de Jésus fut une expiation de substitution seulement pour ceux qui l'acceptent.

## Passages bibliques

### Passages des Écritures utilisés à l'appui de l'expiation illimitée
Ce sont des passages couramment utilisées par ceux qui soutiennent l’expiation illimitée : 
- Jean 1:29
- Jean 3:14-18
- Jean 3:16 [4]
- Romans 3:23-24 [5]
- Romains 5:18 [5]
- 2 Corinthiens 5:14-15
- 2 Corinthiens 5:19 [6]
- 1 Timothée 1:15 [4]
- 1 Timothée 2:3-6
- 1 Timothée 4:10
- Tite 2:11
- Hébreux 2:9 [4]
- 2 Pierre 2:1
- 2 Pierre 3:9
- 1 Jean 2:2
- 1 Jean 4:14

### Passages des Écritures utilisés pour critiquer l'expiation illimitée
- Jean 10:2-5, 11, 14-15
- Jean 17:9
- Actes 20:28
- Romains 8:33-34
- Éphésiens 5:25

### Lectures complémentaires
- Mildred Bangs Wynkoop, Les Fondements de la théologie wesleyo-arminienne, Chennevière-sur-Marne, Maison des publications nazaréennes, 1999, 132 p. (ISBN 978-1-56344-480-7).
- Roger E. Olson, « En quoi le calvinisme est-il problématique ? », sur Blog de réflexion chrétien, 12 novembre 2018 (consulté le 1er juin 2019).